# John Foster Dulles
John Foster Dulles, född 25 februari 1888 i Washington, D.C., död 24 maj 1959 i Washington, D.C., var en amerikansk jurist och republikansk politiker som var USA:s utrikesminister under USA:s president Dwight D. Eisenhower 1953–1959. 

## Biografi
Dulles var utbildad jurist och deltog vid fredsförhandlingarna i Versailles 1919 efter första världskriget under sin ingifte morbror, dåvarande utrikesministern, Robert Lansing. Han var utrikespolitisk rådgivare till Thomas E. Dewey som var republikansk presidentkandidat 1944 och 1948 och var amerikansk delegat vid Förenta nationerna 1946, 1947 och 1950. 
Som utrikesminister förespråkade Dulles en aggressiv utrikespolitik och att uppdämningspolitiken, som president Harry S. Truman förordat, skulle ersättas med ett aktivt befriande (rollback). Han är även känd för att ha myntat begreppet massiv vedergällning. Han stödde störtandet av Irans folkvalde premiärminister Mohammad Mosaddegh i en statskupp (som då leddes av hans bror Allen Dulles), Operation Ajax. Året därpå gav han sitt stöd till CIA:s Operation PBSUCCESS där Guatemalas demokratiskt valda president Jacobo Arbenz Guzmán störtades. 1954 var han också tongivande i grundandet av den sydostasiatiska och antikommunistiska militäralliansen SEATO där även USA ingick. Under Suezkrisen 1956 opponerade han sig kraftfullt mot Storbritanniens, Frankrikes och Israels angrepp på Gamal Abdel Nassers Egypten, vilket tvingade fram ett tillbakadragande. Han tvingades att avgå av hälsoskäl (cancer) i april 1959, dog en månad senare och är begraven på Arlingtonkyrkogården.

## Allmänt
- John Foster Dulles var äldre bror till CIA-chefen Allen Dulles. Han var far till kardinalen Avery Dulles.

- Han har fått huvudflygplatsen i Washington DC, Dulles International Airport, uppkallad efter sig. Flygplatsen invigdes 1962, tre år efter Dulles död.

- Dulles blev 1954 utsedd till Man of the Year i Time Magazine.[1]